# 三通四流
1979年中美建交之後，中華人民共和國對中華民國提出三通四流、一國兩制等具體策略。

## 內容
三通:通航、通郵、通商。
四流:經濟交流、文化交流、科技交流、體育交流。